# Gryllus sotol
Gryllus sotol (лат.) — вид прямокрылых насекомых из семейства сверчков. Эндемики США.

## Распространение
Северная Америка: США (Нью-Мексико, Organ Mountains) на высоте выше 1520 м.

## Описание
Сверчки чёрного цвета (задние бёдра светлее). Отличаются от близких видов (Gryllus longicercus, Gryllus transpecos, Gryllus lightfooti) особенностями морфологии (крупные и средние размеры, короткие задние крылья, церки короче яцеклада), ДНК и акустической коммуникации (пения), местами обитания (травянистые и древесные биотопы). Вид был впервые описан в 2019 году американскими энтомологами Дэвидом Вейссманом (David B. Weissman; Department of Entomology, Калифорнийская академия наук, Золотые ворота, Сан-Франциско, США) и Дэвидом Грэем (David A. Gray; Department of Biology, Университет штата Калифорния, Northridge, Калифорния). Видовое название sotol связано с ассоциацией с растением Dasylirion wheeleri (семейство Спаржевые), известного как sotol (англ.яз.).